# Lycaeides kanteana
Lycaeides kanteana är en fjärilsart som beskrevs av Otto Staudinger. Lycaeides kanteana ingår i släktet Lycaeides och familjen juvelvingar. Inga underarter finns listade i Catalogue of Life.